# Aslıhan Malbora
Aslıhan Malbora (* 27. März 1995 in Afyonkarahisar) ist eine türkische Schauspielerin.

## Leben und Karriere
Malbora wurde am 27. März 1995 in Afyonkarahisar geboren. Ihr Großvater ist yörükischer Abstammung. Sie studierte an der İstanbul Teknik Üniversitesi. Im gleichen Zeitraum erhielt sie auch Schauspielunterricht an verschiedenen Institutionen, darunter Akademi 35.5, woraufhin sie ihre Schauspielkarriere begann.
Ihr Debüt gab sie 2017 in der Fernsehserie Seven Ne Yapmaz. Danach trat Malbora in der Serie Kalbimin Sultanı auf. Anschließend spielte sie 2019 in Her Yerde Sen mit. Ihre Hauptrolle bekam sie 2021 im Netflixfilm Geçen Yaz. Im gleichen Jahr spielte Malbora in der Serie Üç Kuruş mit. 2022 spielte sie in der Serie Darmaduman.

## Filmografie
Filme
- 2020: Aile Hükümeti
- 2021: Herşeye Rağmen
- 2021: Geçen Yaz

Serien
- 2017: Seven Ne Yapmaz
- 2018: Kalbimin Sultanı
- 2018: Ağlama Anne
- 2019: Her Yerde Sen
- 2020: Gel Dese Aşk
- 2021: Oluversin Gari
- 2021: Etkileyici
- 2021–2022: Üç Kuruş
- 2022–heute: Darmaduman
- 2023–2024: Kübra